# دولت شهر تورنتو
دولت شهر تورنتو (انگلیسی: Municipal government of Toronto) دولت محلی است که مسئول اداره شهر تورنتو در استان انتاریو است.